# DU Lyncis
UX Lyncis eller HD 62647, är en ensam stjärna belägen i den södra delen av stjärnbilden Lodjuret. Den har en högsta skenbar magnitud av ca 5,15 och är svagt synlig för blotta ögat där ljusföroreningar ej förekommer. Baserat på parallax enligt Gaia Data Release 2 på ca 9,21 mas, beräknas den befinna sig på ett avstånd på ca 350 ljusår (ca 109 parsek) från solen. Den rör sig närmare solen med en heliocentrisk radialhastighet på ca -37 km/s.

## Egenskaper
DU Lyncis är en åldrande röd jättestjärna av spektralklass M3 III, vilket anger att den har förbrukat förrådet av väte i dess kärna och utvecklats bort från huvudserien. Den har ca 536 gånger solens utstrålning av energi från dess fotosfär vid en effektiv temperatur av ca 3 800 K.
Eggen anger att DU Lyncis befinner sig på asymptotiska jättegrenen. Den har klassificerats som en halvregelbunden variabel, som varierar från magnitud 5,18 ner till 5,31 med perioder på 360 och möjligen 22 dygn.